# Run to You (Bryan Adams)
Run to You is een rocknummer geschreven door Bryan Adams en Jim Vallance. Het nummer is afkomstig van het album Reckless uit 1984. Het nummer werd op 18 oktober van dat jaar op single uitgebracht in thuisland Canada, de VS, het Verenigd Koninkrijk en Ierland. In januari 1985 volgden het vasteland van Europa, Australië, Nieuw-Zeeland en Japan.   

## Bryan Adams
Run to You is een single  van de Canadese zanger Bryan Adams. Het is de eerste single van het album Reckless uit 1984. Het nummer werd op 18 oktober 1984 in de VS, Canada, het Verenigd Koninkrijk en Ierland op single uitgebracht en in januari 1985 in het vasteland van Europa, Oceanië en Japan.
Het is een van de meest bekende platen van Bryan Adams en werd in 1985 goud in Adams' thuisland Canada. Het was de eerste hit voor Adams in Nederland en België (Vlaanderen).
In Nederland was de plaat op zondag 14 april 1985 de 68e  Speciale Aanbieding bij de KRO op Hilversum 3 en werd een grote hit in de destijds drie landelijke hitlijsten op de nationale publieke popzender. De plaat bereikte de 14e positie in zowel de Nederlandse Top 40 als de Nationale Hitparade. In de TROS Top 50 werd zelfs de 12e positie bereikt. In de Europese hitlijst op Hilversum 3, de TROS Europarade, werd de 30e positie bereikt.
In België bereikte de plaat de 19e positie in de voorloper van de Vlaamse Ultratop 50 en de 21e positie van de Vlaamse Radio 2 Top 30. In Wallonië werd géén notering behaald.

### Tracklijst
1. Run to You 3:59
2. I'm Ready 3:58

## Hitnoteringen

### Nederlandse Top 40
| Hitnotering: 04-05-1985 t/m 22-06-1985 | Hitnotering: 04-05-1985 t/m 22-06-1985 | Hitnotering: 04-05-1985 t/m 22-06-1985 | Hitnotering: 04-05-1985 t/m 22-06-1985 | Hitnotering: 04-05-1985 t/m 22-06-1985 | Hitnotering: 04-05-1985 t/m 22-06-1985 | Hitnotering: 04-05-1985 t/m 22-06-1985 | Hitnotering: 04-05-1985 t/m 22-06-1985 | Hitnotering: 04-05-1985 t/m 22-06-1985 | Hitnotering: 04-05-1985 t/m 22-06-1985 |
| Week:                                  | 1                                      | 2                                      | 3                                      | 4                                      | 5                                      | 6                                      | 7                                      | 8                                      |                                        |
| -------------------------------------- | -------------------------------------- | -------------------------------------- | -------------------------------------- | -------------------------------------- | -------------------------------------- | -------------------------------------- | -------------------------------------- | -------------------------------------- | -------------------------------------- |
| Positie:                               | 35                                     | 30                                     | 20                                     | 17                                     | 14                                     | 15                                     | 18                                     | 22                                     | uit                                    |

### Nationale Hitparade
| Hitnotering: 04-05-1985 t/m 29-06-1985 | Hitnotering: 04-05-1985 t/m 29-06-1985 | Hitnotering: 04-05-1985 t/m 29-06-1985 | Hitnotering: 04-05-1985 t/m 29-06-1985 | Hitnotering: 04-05-1985 t/m 29-06-1985 | Hitnotering: 04-05-1985 t/m 29-06-1985 | Hitnotering: 04-05-1985 t/m 29-06-1985 | Hitnotering: 04-05-1985 t/m 29-06-1985 | Hitnotering: 04-05-1985 t/m 29-06-1985 | Hitnotering: 04-05-1985 t/m 29-06-1985 | Hitnotering: 04-05-1985 t/m 29-06-1985 |
| Week:                                  | 1                                      | 2                                      | 3                                      | 4                                      | 5                                      | 6                                      | 7                                      | 8                                      | 9                                      |                                        |
| -------------------------------------- | -------------------------------------- | -------------------------------------- | -------------------------------------- | -------------------------------------- | -------------------------------------- | -------------------------------------- | -------------------------------------- | -------------------------------------- | -------------------------------------- | -------------------------------------- |
| Positie:                               | 43                                     | 18                                     | 20                                     | 14                                     | 16                                     | 23                                     | 28                                     | 37                                     | 48                                     | uit                                    |

### TROS Top 50
Hitnotering: 02-05-1985 t/m 27-06-1985. Hoogste notering: #12 (1 week).

### TROS Europarade
Hitnotering: 25-02-1985 t/m 11-03-1985. Hoogste notering: #30 (1 week).

### Vlaamse Radio 2 Top 30
| Hitnotering: 18-05-1985 t/m 08-06-1985 | Hitnotering: 18-05-1985 t/m 08-06-1985 | Hitnotering: 18-05-1985 t/m 08-06-1985 | Hitnotering: 18-05-1985 t/m 08-06-1985 | Hitnotering: 18-05-1985 t/m 08-06-1985 | Hitnotering: 18-05-1985 t/m 08-06-1985 |
| Week:                                  | 1                                      | 2                                      | 3                                      | 4                                      |                                        |
| -------------------------------------- | -------------------------------------- | -------------------------------------- | -------------------------------------- | -------------------------------------- | -------------------------------------- |
| Positie:                               | 24                                     | 23                                     | 21                                     | 23                                     | uit                                    |

### NPO Radio 2 Top 2000
| Nummer met noteringen in de NPO Radio 2 Top 2000 | '99 | '00 | '01 | '02 | '03 | '04 | '05 | '06 | '07 | '08 | '09  | '10  | '11  | '12  | '13  | '14  | '15 | '16  | '17  | '18  | '19  | '20  | '21  | '22  | '23  | '24  |
| ------------------------------------------------ | --- | --- | --- | --- | --- | --- | --- | --- | --- | --- | ---- | ---- | ---- | ---- | ---- | ---- | --- | ---- | ---- | ---- | ---- | ---- | ---- | ---- | ---- | ---- |
| Run to You                                       | 419 | 659 | 392 | 664 | 726 | 616 | 777 | 798 | 797 | 711 | 1133 | 1121 | 1064 | 1058 | 1047 | 1126 | 952 | 1017 | 1089 | 1251 | 1189 | 1172 | 1285 | 1163 | 1259 | 1134 |

1. ↑  Een vetgedrukt getal geeft de hoogste notering aan.

## Charly Luske
In de derde liveshow van tweede seizoen van The voice of Holland zong Charly Luske op 16 december 2011 het nummer Run to You. Na de uitzending was het nummer gelijk verkrijgbaar als download. Hierdoor kwam de single een week later op nummer 57 binnen in de Nederlandse Single Top 100.

### Hitnotering

#### NederlandseSingle Top 100
| Hitnotering: 24-12-2011 | Hitnotering: 24-12-2011 | Hitnotering: 24-12-2011 |
| Week:                   | 1                       |                         |
| ----------------------- | ----------------------- | ----------------------- |
| Positie:                | 57                      | uit                     |